# Broudoukou-Penda
Broudoukou-Penda  est une localité du sud de la Côte d'Ivoire, et appartenant au département de Divo, Région du Sud-Bandama. La localité de Broudoukou-Penda est un chef-lieu de commune.